# Hadropogonichthys leptopus
Hadropogonichthys leptopus és una espècie de peix de la família dels zoàrcids i de l'ordre dels perciformes.